# 穆罕默德·伊本·乌赛明
穆罕默德·本·萨利赫·阿尔·乌赛明（阿拉伯文: محمد بن صالح العثيمين，拼音：Muḥammad ibn Ṣāliḥ al-Uthaymīn；1929年3月9日 - 2001年1月10日）是一位沙特伊斯兰学者 

## 传
1. 1 2 3  .   [2021-08-20]. （原始内容存档于11 May 2021） （美国英语）.
2. ↑  .   [2024-01-13]. （原始内容存档于2023-04-13）.
3. ↑  .   [2024-01-13]. （原始内容存档于2023-04-12）.
4. ↑  bin Abdulaziz Al-Shibli, Dr. Ali.  [The Sheikhs of Sheikh Muhammad bin Uthaymeen – may God have mercy on them – and their Impact on his formation]. Alukah.net. 3 November 2014. （原始内容存档于30 August 2021）.
5. ↑  أبو دقة, أحمد. . مجلة البيان. 2015-12-28  [2017-01-24]. （原始内容存档于2017-02-02）.
6. ↑  أبو دقة, أحمد. . منتدى العلماء.   [2017-01-24]. （原始内容存档于2017-02-02）.

伊本·乌赛明出生于1929年3月19日，出生在沙特阿拉伯的卡西姆地区的乌纳扎市。据说他在很小的时候就记住了《古兰经》，并在哈迪斯、古兰经解释、阿基达、阿拉伯语等伊斯兰研究方面接受了教育，后来从利雅得的伊玛目穆罕默德·本·苏德伊斯兰大学法学院毕业【需要引证】。他后来成为沙特阿拉伯高级伊斯兰学者委员会的成员，在卡西姆的伊玛目穆罕默德·本·苏德伊斯兰大学法学院担任教授，并担任其学术委员会的成员，他还写了有关伊斯兰教义不同方面的专著【需要引证】。他最重要的著作是关于伊斯兰法的15卷书和《古兰经》解释的10卷书。他还曾在麦加的圣寺在斋月期间担任教职【需要引证】。

## 教育
在完成对《古兰经》的背诵和基础学习后，伊本·乌赛明在乌纳扎跟随谢赫穆罕默德·本·阿卜杜勒-阿齐兹·阿尔-穆塔瓦瓦'和谢赫阿里·阿尔-萨利希进行了全职的宗教学习。这两位老师是阿卜杜勒-拉赫曼·阿尔-萨迪谢赫任命来教授初学者的两位老师 在跟随这两位老师学习了一年之后，乌赛明于1945年开始在谢赫阿卜杜勒-拉赫曼·阿尔-萨迪的指导下学习，并一直担任他的学生，直到萨迪去世。在1952年，阿尔-萨利希建议乌赛明注册到利雅得新开设的Ma'had al-'Ilmi，而在得到阿尔-萨迪的许可后，他果断照办。 

## 对灾难的精神反应的四个层次
乌赛明关于灾难的四个层次的精神反应理论如下所述。 该理论可以与悲伤五个阶段的库伯勒-罗斯模型进行对比。
- 第一级：不满
- 第二级：耐心
- 第三级：接受
- 第四级：感恩

## 刊物
- 安拉美丽的名字和属性：安拉美丽的名字和属性。 [4]
- 《Ahlus-Sunnah Wal Jama'ah 信条》，由 Abu Nasir Ibrahim Abdur-Rauf 翻译。
- 如何进行朝觐、副朝和参观先知清真寺的仪式。 [5]
- 穆斯林禁食指南。 [6]
- 伊斯兰法塔瓦。 [7]
- Hamaweyyah 信经摘要的解释。 [8]
- 关于你的创造者，你必须相信什么。 [9]
- 伊斯兰教的权利和义务。 [10]
- 关于洗礼、沐浴、干洗 (Tayammum) 和祈祷的研究。 [11]
- 我们如何相信末日？ [12]

## 死亡
谢赫于2001年1月10日，根据伊斯兰历的1421年沙瓦尔月15日星期三辞世，享年71岁。